# ماركو فريتاس
ماركو فريتاس (29 أغسطس 1972 في أنغولا - ) هو لاعب كرة قدم أنغولي في مركز الوسط. شارك مع منتخب أنغولا لكرة القدم. أما مع النوادي، فقد لعب مع ألفيركا وفيتوريا دي غيماريش ونادي بنفيكا وناسيونال ماديرا وF.C. Felgueiras ‏ وسالجويروس ‏ وA.D. Pontassolense ‏ وA.D. Machico ‏ وS.L. Benfica B ‏.

## وصلات خارجية
- ماركو فريتاس على موقع قاعدة بيانات كرة القدم.إي يو (الإنجليزية)
- ماركو فريتاس على موقع ناشيونال فوتبول تيمز (الإنجليزية)